# Moimenta da Beira
Moimenta da Beira – miejscowość w Portugalii, leżąca w dystrykcie Viseu, w regionie Północ w podregionie Douro. Miejscowość jest siedzibą gminy o tej samej nazwie.

## Demografia
| Liczba ludności gminy Moimenta da Beira (1801–2011) | Liczba ludności gminy Moimenta da Beira (1801–2011) | Liczba ludności gminy Moimenta da Beira (1801–2011) | Liczba ludności gminy Moimenta da Beira (1801–2011) | Liczba ludności gminy Moimenta da Beira (1801–2011) | Liczba ludności gminy Moimenta da Beira (1801–2011) | Liczba ludności gminy Moimenta da Beira (1801–2011) | Liczba ludności gminy Moimenta da Beira (1801–2011) | Liczba ludności gminy Moimenta da Beira (1801–2011) | Liczba ludności gminy Moimenta da Beira (1801–2011) |
| --------------------------------------------------- | --------------------------------------------------- | --------------------------------------------------- | --------------------------------------------------- | --------------------------------------------------- | --------------------------------------------------- | --------------------------------------------------- | --------------------------------------------------- | --------------------------------------------------- | --------------------------------------------------- |
| 1801                                                | 1849                                                | 1900                                                | 1930                                                | 1960                                                | 1981                                                | 1991                                                | 2001                                                | 2004                                                | 2011                                                |
| 1 747                                               | 6 851                                               | 14 555                                              | 13 578                                              | 15 272                                              | 12 809                                              | 12 317                                              | 11 074                                              | 11 053                                              | 10 212                                              |

## Sołectwa
Sołectwa gminy Moimenta da Beira (ludność wg stanu na 2011 r.)
- Aldeia de Nacomba – 107 osób
- Alvite – 1095 osób
- Arcozelos – 674 osoby
- Ariz – 107 osób
- Baldos – 201 osób
- Cabaços – 280 osób
- Caria – 507 osób
- Castelo – 245 osób
- Leomil – 1115 osób
- Moimenta da Beira – 2888 osób
- Nagosa – 111 osób
- Paradinha – 125 osób
- Passô – 343 osób
- Pêra Velha – 214 osób
- Peva – 418 osób
- Rua – 601 osób
- Sarzedo – 162 osoby
- Segões – 101 osób
- Sever – 536 osób
- Vilar – 382 osoby